# Machaerium pilosum
Machaerium pilosum är en ärtväxtart som beskrevs av George Bentham. Machaerium pilosum ingår i släktet Machaerium och familjen ärtväxter. Inga underarter finns listade i Catalogue of Life.